# Sân bay Nova Lisboa
Sân bay Humabo (IATA: NOV, ICAO: FNHU) là một sân bay công ở đông bắc Huambo, một thành phố ở Angola. Trong thời thuộc đia, thành phố này có tên Nova Lisboa. Sân bay này có 1 phi đạo dài 2660 m có bề mặt rải nhựa đường.

## Các hãng hàng không và các tuyến điểm
- Air 26 (Luanda)
- Air Gemini (Luanda)
- Diexim Expresso (Luanda)
- SonAir
- TAAG Angola Airlines (Catumbela, Luanda, Lubango, Menongue, Ongiva)[3]